# Kokummi Mountain
Kokummi Mountain är ett berg i Kanada.   Det ligger i provinsen British Columbia, i den sydvästra delen av landet, 3 700 km väster om huvudstaden Ottawa. Toppen på Kokummi Mountain är 1 615 meter över havet, eller 475 meter över den omgivande terrängen. Bredden vid basen är 4,7 km.
Terrängen runt Kokummi Mountain är huvudsakligen lite bergig.Trakten runt Kokummi Mountain är nära nog obefolkad, med mindre än två invånare per kvadratkilometer.. Det finns inga samhällen i närheten.
I omgivningarna runt Kokummi Mountain växer i huvudsak barrskog.